# Templet i Karnak
Karnaktemplet er hovedattraktionen den egyptiske by al-Karnak, omend man som regel med betegnelsen Karnak bare forstår tempelkomplekset og ikke byen. Templet dækker et areal der næsten er dobbelt så stort som det bebyggede areal af landsbyen.
Templet er et stort udendørs museum, og det er verdens største religiøse område fra oldtiden. Templet er sandsynligvis det næstmest besøgte oldtidsmonument i Egypten, kun overgået af Giza Pyramiderne tæt på Cairo.
Templet består af fire afsnit eller dele, af hvilke kun ét er tilgængeligt for turister og det almene publikum. Det åbne afsnit indeholder selve templet, og dette afsnit, kendt som Amon-Re afsnittet, udgør klart den største del af templet. De tre andre afsnit er lukkede.
De fire hovedafsnit eller dele er:
- Amon-Re-afsnittet
- Montu-afsnittet
- Mut-afsnittet
- Amenhotep IV-templet (nedrevet)

Derudover er der også et par mindre templer og bygninger, der alle er placeret uden for de mure, der omkranser de fire hovedafsnit, ligesom Mut-afsnittet, Amon-Re-afsnittet og Luxor-templet forbindes af flere alléer af sfinkser med vædder-hoveder.
Den største forskel mellem Karnak og de fleste andre templer og steder i Egypten er det tidsrum, over hvilket det blev bygget og var i brug. Byggeriet blev påbegyndt i det 16. århundrede f.Kr. Ca. 30 faraoner gav deres bidrag til bygningen, hvilket har resulteret i, at templet nåede en størrelse, en kompleksitet og en forskelligartethed, der ikke ses andetsteds. Få egenskaber ved Karnak-komplekset er unikke, men størrelsen og antallet af egenskaber er overvældende.

## Eksterne links
- Karnak – TourEgypt.net
- Karnak: Temple of Amun Arkiveret 18. december 2005 hos  Wayback Machine – Bible History Online, 2004.
- Centre franco-égyptien d'étude des temples de Karnak (på fransk)
- Photographs of Karnak Temple – GlobalAmity.net

25°43′06″N 32°39′30″Ø / 25.7183°N 32.6583°Ø